# Lista de episódios de Twisted

## 1ª Temporada (2013–2014)
| Nº | Título                                                                                            | Exibição original                            |
| -- | ------------------------------------------------------------------------------------------------- | -------------------------------------------- |
| 01 | "Pilot (Piloto)"                                                                                  | 11 de Junho de 2013                          |
| 02 | "Grief is a Five Letter Word (Luto é uma palavra de cinco letras)"                                | 18 de Junho de 2013                          |
| 03 | "PSA de Resistance (PSA de Resistência)"                                                          | 25 de Junho de 2013                          |
| 04 | "Sleeping with the Frenemy (Dormindo com o Inimigo)"                                              | 02 de Julho de 2013                          |
| 05 | "The Fest and the Furious (O Festival e os Furiosos)"                                             | 09 de Julho de 2013                          |
| 06 | "Three for the Road (Três Para a Estrada)"                                                        | 16 de Julho de 2013                          |
| 07 | "We Need to Talk About Danny (Nós Precisamos Falar Sobre o Danny)"                                | 23 de Julho de 2013                          |
| 08 | "Doc-Trauma (Documentário-Trauma)"                                                                | 30 de Julho de 2013                          |
| 09 | "The Truth Will Out (A Verdade Pra Fora)"                                                         | 06 de Agosto de 2013                         |
| 10 | "Poison of Interest (Veneno do Interesse)"                                                        | 13 de Agosto de 2013                         |
| 11 | "Out with the In-Crowd (Fora Com a Multidão)"                                                     | 27 de Agosto de 2013 (Final de Verão)        |
| 12 | "Dead Men Tell Big Tales (Os Grandes Detalhes de um Homem Morto)"                                 | 11 de Fevereiro de 2014 (Estreia de Inverno) |
| 13 | "Lie Has Short Leg (Mentira Tem Perna Curta)"                                                     | 18 de Fevereiro de 2014                      |
| 14 | "The Advantages & Disadvantages of being a Vikram (As Vantagens & Desvantagens de ser um Vikram)" | 25 de Fevereiro de 2014                      |
| 15 | "Past Demons (Demônios do Passado)"                                                               | 04 de Março de 2014                          |
| 16 | "DANGER is My Last Name (PERIGO é Meu Sobrenome)"                                                 | 11 de Março de 2014                          |
| 17 | "Wrecked Heart (Coração Destruído)"                                                               | 18 de Março de 2014                          |